# Каширіно
Каши́ріно (рос. Каширино) — село у складі Кетовського району Курганської області, Росія. Адміністративний центр Каширінської сільської ради.
Населення — 1338 осіб (2010, 1346 у 2002).